# Marianne van der Sloot
Marianne van der Sloot (Boxtel, 27 mei 1982) is een Nederlandse bestuurster en CDA-politicus. Sinds 31 mei 2022 is zij wethouder van 's‑Hertogenbosch.
Van der Sloot was gemeenteraadslid in Nijmegen en 's-Hertogenbosch. In Den Bosch was ze ook fractievoorzitter.  In 2015 werd ze lid van de Provinciale Staten van Noord-Brabant waar ze tevens fractievoorzitter was en vice-voorzitter van de Provinciale Staten. Per 15 mei 2019 werd Van der Sloot gedeputeerde van de provincie Noord-Brabant met als portefeuille Samenleving, Cultuur, Erfgoed en Sport. Ze trad op 9 november van dat jaar, samen met Renze Bergsma, af vanwege de stikstofcrisis.  Van der Sloot was lijsttrekker in Den Bosch bij de gemeenteraadsverkiezingen in 2022. Ze werd daar vervolgens wethouder met als portefeuille werk en inkomen, sociale structuur, sport en erfgoed.
Ze studeerde rechten aan de Katholieke Universiteit Nijmegen. Van der Sloot was werkzaam bij het innovatiebedrijf van zorgverzekeraar VGZ en was voorzitter van de ledenvereniging van de KRO. Ze was bestuurssecretaris van Rabobank Nederland en voorzitter van het Verband Katholieke Maatschappelijke Organisaties (VKMO). In 2019 werd ze gedecoreerd tot lid in de Orde van Oranje-Nassau.